# Jules van Neerven

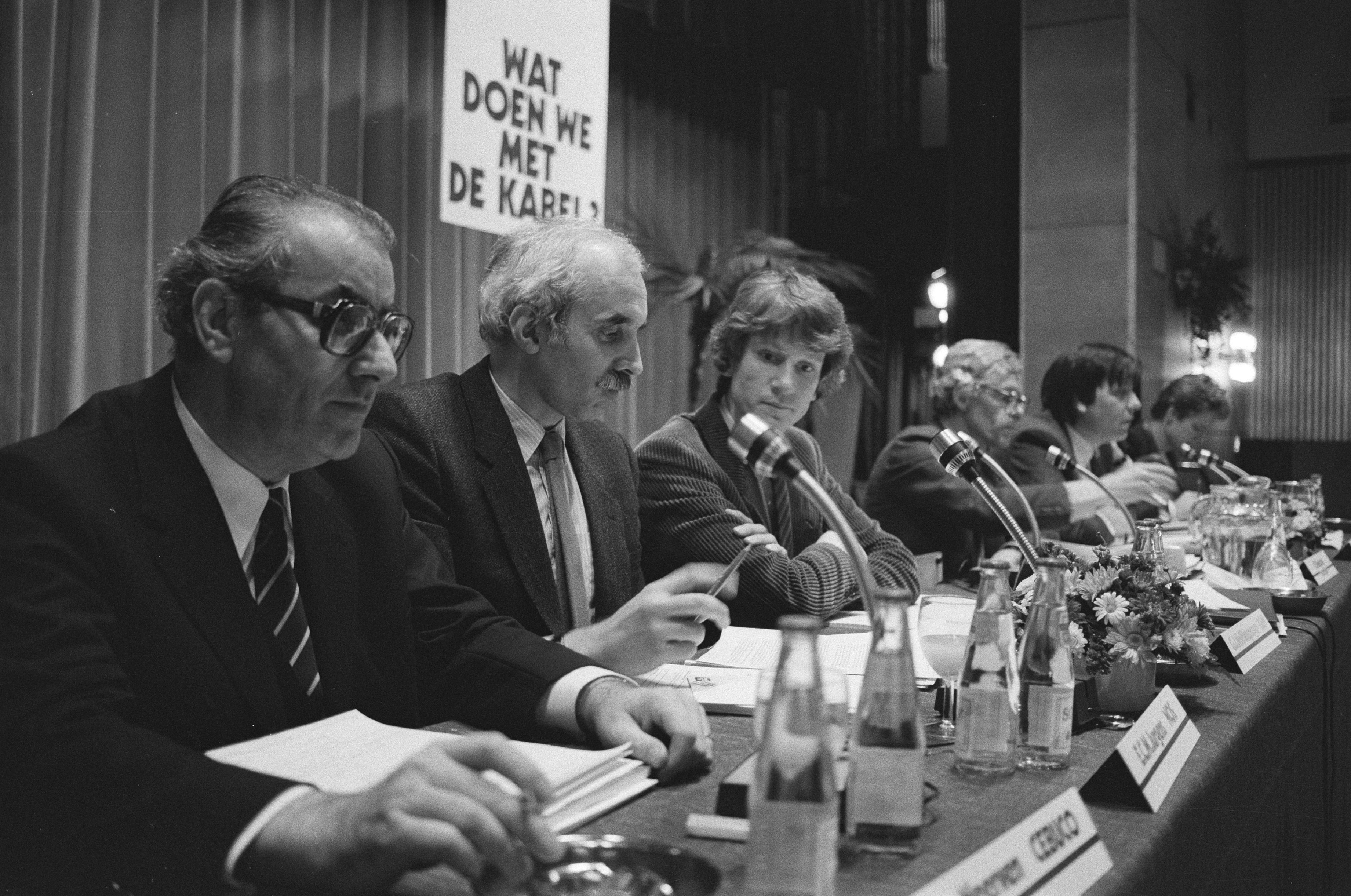
Jules van Neerven (links) tijdens een openbaar debat over de toekomst van lokale televisie in Amsterdam in 1981.

Jules Paulus Serafinus van Neerven (Eindhoven, 22 februari 1930 - Amsterdam, 24 maart 2010) was een Nederlands journalist, bestuurder en bijzonder hoogleraar Economie van het Dagbladbedrijf aan de Universiteit van Amsterdam. Tussen 1973 en 1992 was Van Neerven directeur van het Centraal Bureau voor Courantenpubliciteit (Cebuco).
Van Neerven studeerde in Nijmegen politieke en sociale wetenschappen en in 1959 behaalde hij het doctoraal examen in de sociologie.
Van Neerven was als journalist directeur-hoofdredacteur van het Limburgs Dagblad tussen 19 februari 1966 en 28 februari 1972. De laatste twee maanden van zijn dienstverband had hij de functie van hoofdredacteur reeds neergelegd, omdat beide functies vanaf dat moment door twee verschillende personen zou worden ingevuld. Aanvankelijk zou hij worden opgevolgd door, later oud-Eerste Kamerlid en destijds adjunct-hoofdredacteur Joop van den Berg, maar hij werd ruim een jaar eerder door Van Neerven ontslagen naar aanleiding van een conflict tussen beiden.
Op 24 maart 2010 overleed Van Neerven op 80-jarige leeftijd in zijn woonplaats Amsterdam. Hij was toen al enkele maanden weduwnaar.
- International Standard Name Identifier: 0000 0000 4870 1974
- Library of Congress Control Number: no2007053571
- Nederlandse Thesaurus van Auteursnamen: 07083461X
- Virtual International Authority File: 29308847
- WorldCat: E39PBJy8xPkCFWDdk6mBpFfQbd